# Строн (Илиноис)
Строн (енгл. Strawn) град је у америчкој савезној држави Илиноис.

## Демографија
По попису из 2010. године број становника је 100, што је 4 (-3,8%) становника мање него 2000. године.
| Група             | 2000.      | 2010.      |
| Белци             | 92 (88,5%) | 98 (98,0%) |
| Афроамериканци    | 7 (6,7%)   | 0 (0,0%)   |
| Азијати           | 1 (1,0%)   | 1 (1,0%)   |
| Хиспаноамериканци | 0 (0,0%)   | 0 (0,0%)   |
| Укупно            | 104        | 100        |